# پریسا پیرزاده
پریسا پیرزاده (زادهٔ ۲۵ شهریور ۱۳۶۸) نوازندهٔ ویلن و موسیقی‌دان اهل ایران است.

## زندگی
پریسا پیرزاده ۲۵ شهریور سال ۱۳۶۸ در تهران متولد شد. در سن ۱۱ سالگی به هنرستان موسیقی راه یافت و تحت نظر سیاوش ظهیرالدینی نواختن ویلن و ویولا را فراگرفت و با درجه کارشناسی از هنرستان عالی موسیقی فارغ‌التحصیل شد. وی تحصیلات عالی موسیقی را در دانشگاه هنر تهران پی گرفت و مدرک کارشناسی ارشد خود را دریافت نمود. او از ۱۷ سالگی همکاری خود را با ارکستر سمفونیک تهران آغاز کرد و با رهبرانی همچون لوریس چکناواریان، نادر مشایخی، منوچهر صهبایی، شهرداد روحانی، علی رهبری و چند رهبر مهمان در اجرای کنسرت‌های مختلف در داخل و خارج از ایران به نوازندگی پرداخته‌ است. برادرش «پوریا پیرزاده» نیز نوازنده پیانو است.
او برای نوازندگی در آلبوم موسیقی «وکالیز» موفق به دریافت لوح تقدیر از سی و سومین جشنواره موسیقی فجر شد.

## آثار و فعالیت‌های هنری
از جمله آثار و فعالیت‌های هنری پریسا پیرزاده به موارد زیر می‌توان اشاره کرد:
- نوازندگی در کنسرت «وصل یار» به آهنگسازی ابراهیم اثباتی، ۱۳۹۱[۴]
- نوازندگی در آلبوم موسیقی «به زمین و آفتاب» به آهنگسازی محمدسعید شریفیان، ۱۳۹۲[۵]
- نوازندگی در آلبوم موسیقی «دخت پری وار» به آهنگسازی مهیار علیزاده و خوانندگی علیرضا قربانی، ۱۳۹۴[۶]
- نوازندگی در آلبوم موسیقی «سمت دور سوی آه» به آهنگسازی علی قمصری و خوانندگی امیر صادقین، ۱۳۹۴[۷]
- نوازندگی در «ارکستر سمفونیک البرز» به رهبری سهراب کاشف، ۱۳۹۴[۸]
- نوازندگی در تور کنسرت «هوای گریه» به خوانندگی همایون شجریان، ۱۳۹۵[۹][۱۰]
- نوازندگی و دستیار ویولا در «ارکستر فیلارمونیک چک» به رهبری علی رهبری، ۱۳۹۵[۱۱]
- نوازندگی در آلبوم موسیقی «ایماژ» به آهنگ‌سازی سهیل شیرنگی، ۱۳۹۵[۱۲]
- نوازندگی در آلبوم موسیقی «از تنهایی گریه مکن» به آهنگ‌سازی ابوالفضل صادقی‌نژاد و خوانندگی سالار عقیلی، ۱۳۹۵[۱۳]
- همکاری با گروه کوارتت زهی شهرزاد[۱۴]
- نوازندگی در نخستین جشن ویلن ایران، ۱۳۹۶[۱۵]
- نوازندگی در کنسرت آثار کریستف رضاعی به سرپرستی بردیا کیارس، ۱۳۹۶[۱۶]
- انتشار آلبوم موسیقی «وکالیز» به همراه پوریا پیرزاده (منتخبی از آثار ویوالدی، راخمانینوف، شوبرت و…)، ۱۳۹۶[۱۷]
- نوازندگی در آلبوم موسیقی «امشب کنار غزل‌های من بخواب» به آهنگ‌سازی فردین خلعتبری و خوانندگی همایون شجریان، ۱۳۹۶[۱۸]
- نوازندگی در کنسرت «فروغ» علیرضا قربانی به آهنگ‌سازی سامان صمیمی، ۱۳۹۶[۱۹]
- نوازندگی در کنسرت تئاتر «شطّ رنج» به آهنگ‌سازی علی قمصری، ۱۳۹۷[۲۰]
- انتشار «کنسرتو ویلن باخ در لا مینور» (سولیست ویلن) با همراهی «ارکستر فستیوال وین»، ۱۳۹۷
- نویسندگی و انتشار کتاب قیچک آلتو و ویولا، انتشارات موسیقی عارف، ۱۳۹۷[۲۱][۲۲]